# Ritsuryō

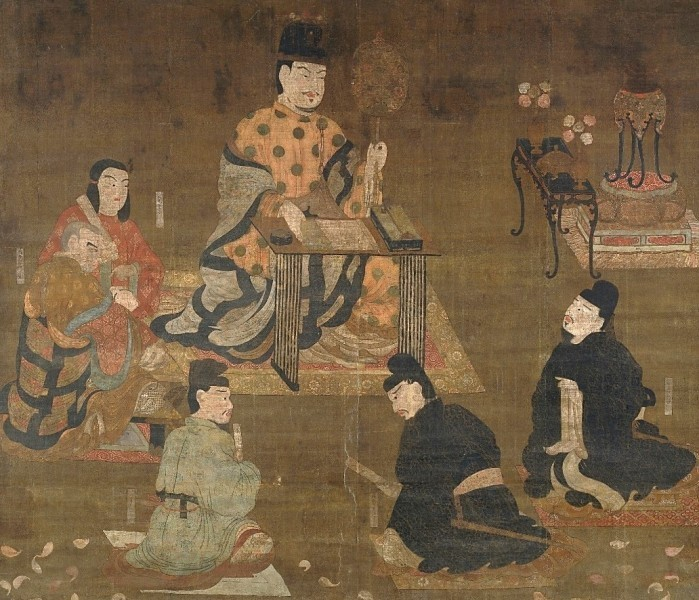
Príncipe Shōtoku.

El Ritsuryō (律令?) fue un sistema de leyes del antiguo Japón, basado en las filosofías del confucianismo y el legalismo chinos. El sistema político del Ritsuryō se llama Ritsuryō-sei (律令制?). Kyaku (格?) son las enmiendas del Ritsuryō y shiki (式?) son las promulgaciones.
El Ritsuryō se define como el derecho penal ritsu (律?) y como el derecho administrativo ryō (令?), aunque también hace referencia al derecho procesal y al derecho civil.
El Ritsuryō fue un sistema de gobierno basado en códigos gubernamentales, tanto prohibitivos como administrativos / civiles, desarrollados por primera vez en el tiempo de Shotoku Taishi por eruditos y monjes que habían sido enviados a estudiar a la China Sui, y de la cual la familia Imperial primero derivó su calendario ritual (Engishiki). Los códigos fueron establecidos en el Taiho Ritsuryo hacia el año 701, y revisados en el Yōrō Ritsuryo unos años después. La constitución de Shotoku Taishi de diecisiete artículos y las reformas de Taika ejemplifican el enfoque tipo Ritsuryō fuertemente influenciado por el budismo, el confucianismo y el pensamiento yin-yang.
El primer documento de Ritsuryō fue el Omiryo; las fuentes escritas existentes datan de principios del siglo VIII. Las leyes de 'Jingiryō' cubrían las deidades y los reglamentos para ceremonias imperiales y festivales anuales. El sistema Ritsuryō estableció al emperador como un ser sagrado, un kami manifiesto con responsabilidades sacerdotales y gubernamentales para la comunidad, elevando el estatus del monarca hereditario sobre el pueblo al de un tenno divinamente proclamado (un término taoísta para la deidad más elevada) en lugar de los primeros diez'o (rey celestial). El sistema afirmó la dependencia mutua de la ley imperial, la ley de Buda, y la compatibilidad de las divinidades budistas y los kami japoneses (véase, por ejemplo, Honji-suijaku).

## Resumen
Los principios básicos del Ritsuryō son las ideas de Confucio y del Legalismo chino (法家 'Hōka'?). Los principios del Legalismo chino se oponen a los principios del confucianismo tokuchi (徳治主義 'tokuchi shugi'?). En la 
antigua China existía el Li y la música (seis artes de la educación china), así como sanciones y soldados para mantener el orden estatal y social.
El Ritsuryō se desarrolló en China durante el período de las seis dinastías y alcanzó su apogeo entre las dinastías Sui y Tang, del siglo VII al siglo VIII, en esta época también influyó en Japón y Corea (especialmente en el reino Silla). El sistema Ritsuryō llegó a su fin entre mediados del siglo VII y principios del siglo IX.
Durante el período de Asuka (538 d. C. – 710 d. C.) y el período de Nara (710 d. C. – 794 d. C.), la Corte imperial en Kioto, tratando de replicar el sistema político riguroso de la China de la dinastía Tang, creó e impuso algunas colecciones de Ritsuryō. A lo largo de los siglos, el estado Ritsuryō produjo más y más información que fue cuidadosamente archivada, sin embargo, con el paso del tiempo en el período Heian, las instituciones del Ritsuryō evolucionaron en un sistema político y cultural sin respuesta.
Las reformas de Taika fueron los primeros señales de que el sistema se implementó. Las principales declaraciones de Ritsuryō (en Japón) incluyeron las siguientes:
- Ōmi-ryō (近江令?) año 669 - 22 volúmenes de código administrativo.
- Asuka kiyomihara-ryō (飛鳥浄御原令?) año 689 - 22 volúmenes de código administrativo.
- Taihō ritsuryō (大宝律令?) año 701 - el de mayor influencia, 11 volúmenes de código administrativo, 6 volumes de código criminal.
- Yōrō ritsuryō (養老律令?) año 720 promulgado el año 757 - 10 volúmenes de código administrativo, 10 volúmenes de código criminal. (Reedición del Taihō-ritsuryō).